# Mound Valley
Mound Valley es una ciudad ubicada en el condado de Labette en el estado estadounidense de Kansas. En el año 2010 tenía una población de 407 habitantes y una densidad poblacional de 239,41 personas por km².

## Geografía
Mound Valley se encuentra ubicada en las coordenadas 37°12′22″N 95°24′15″O / 37.206173, -95.404231 (37.206173, -95.404231).

## Demografía
Según la Oficina del Censo en 2000 los ingresos medios por hogar en la localidad eran de $23,542 y los ingresos medios por familia eran $35,481. Los hombres tenían unos ingresos medios de $21,488 frente a los $13,958 para las mujeres. La renta per cápita para la localidad era de $11,252. Alrededor del 24.1% de la población estaban por debajo del umbral de pobreza.